# Пограничний (Афанасьєвський район)
Пограни́чний (рос. Пограничный) — присілок у складі Афанасьєвського району Кіровської області, Росія. Входить до складу Бісеровського сільського поселення.
Населення становить 10 осіб (2010, 63 у 2002).
Національний склад станом на 2002 рік — росіяни 94 %.